# Badmintonmeisterschaft von Hongkong 2013
Die Badmintonmeisterschaft von Hongkong des Jahres 2013 trug den vollständigen Namen Bank of China (Hong Kong) Hong Kong Annual Badminton Championships 2013 (chinesisch 2013 中銀香港全港羽毛球錦標賽).	

## Medaillengewinner
| Disziplin    | Gold                                             | Silber                     | Bronze                             |
| ------------ | ------------------------------------------------ | -------------------------- | ---------------------------------- |
| Herreneinzel | Wong Wing Ki                                     | Hu Yun                     | Wei Nan                            |
| Herreneinzel | Wong Wing Ki                                     | Hu Yun                     | Chan Yan Kit                       |
| Dameneinzel  | Chan Tsz Ka                                      | Cheung Ngan Yi             | -                                  |
| Herrendoppel | Albertus Susanto Njoto Yohan Hadikusumo Wiratama | Chan Tsz Kit Lo Lok Kei    | Fernando Kurniawan Lee Chun Hei    |
| Herrendoppel | Albertus Susanto Njoto Yohan Hadikusumo Wiratama | Chan Tsz Kit Lo Lok Kei    | Ng Ka Long Hu Yun                  |
| Damendoppel  | Poon Lok Yan Tse Ying Suet                       | Chan Tsz Ka Cheung Ngan Yi | -                                  |
| Mixed        | Chan Yun Lung Tse Ying Suet                      | Lee Chun Hei Chau Hoi Wah  | Wong Wai Hong Chan Hung Yung       |
| Mixed        | Chan Yun Lung Tse Ying Suet                      | Lee Chun Hei Chau Hoi Wah  | Albertus Susanto Njoto Li Wing Mui |